# Habenaria pungens
Habenaria pungens là một loài thực vật có hoa trong họ Lan. Loài này được Cogn. ex Kuntze mô tả khoa học đầu tiên năm 1898.